# Ісачов Олександр Анатолійович
Ісачов Олександр Анатолійович (біл. Алякса́ндр Анато́льевіч  Ісачо́ў; *11 січня 1955 — 5 грудня, 1987)- художник нонконформіст з Білорусі доби СРСР. Малював портрети, біблійні сцени, алегоричні композиції. Зробив стінопис в одній з білоруських церков.

## Біографія
Народився в смт Озаричі, Гомельська область. Батьки Олександра не створили тривалого шлюбу і хлопець виховувався у школі-інтернаті.
Шкільну освіту здобував у вечірній школі, деякий час працював будівельником. Початок художнього навчання отримав в місті Мінськ в Республіканскій школі-інтернаті для обдарованих дітей. Але адміністрація виключила його зі школи за конфлікт з директором.

## Рік перебування у Ленінграді
З 1973 р. перебрався в місто Ленінград. Працевлаштувався на роботу у Зеленхоз, бо ця організація забезпечувала лімітною пропискою, обов'язковою для усіх новоприбулих провінціалів, мешкавших в столичних містах СРСР. Без ліміту провінціалів не працевлаштовували.
Але головним була не праця в Зеленхозі, а вивчення мистецтва і спілкування з місцевими художниками-початківцями. Почав працювати в різних мистецьких стильових напрямках. Пізніше Олександр згадував, що цього року він «розбігся, рознісся по всім мистецьким течіям». Особливою подією стала участь художників-початківців у неформальній виставці на психологічному факультеті Ленінградського державного університету. Ісачов подав на виставку низку власних малюнків в стилі сюрреалізм, який радянська цензура визнавала ідеологічно шкідливим і забороненим. Про «ідеологічно шкідливі» малюнки був донос декану факультету і переляканий посадовець зняв малюнки з виставки. Але студенти сховали малюнки Ісачова в окрему папку і демонстрували відвідувачам приховано. По закінченню виставки папка з малюнками чи то загубилася, чи то була вкрадена.
Брав участь у двох виставках місцевих майстрів, що відмовились від стилістики соціалістичного реалізму (у 1974, 1975 рр.) Напівголодне існування, непрофільна праця і жебрацький побут привели юнака до хвороби і той потрапив в лікарню. Олекандр був вимушений покинути Ленінград і повернувся додому.

## Речиця, самоосвіта, творчість
Повернувся у Речицю, Білорусь. Довго і наполегливо самотужки вивчав історію мистецтва країн Азії та Європи. Самотужки вдосконалив власну техніку олійного живопису з широким використанням тонких і прозорих шарів, емалевої поверхні і прийомів, притаманних старим європейським майстрам. З цього періоду виникає самостійний Ісачов-художник з власною художньою манерою.

## Літературні захоплення
Олександр Ісачов багато читав сам і прохав читити йому дружину Наталю, філолога. Серед прочитаних і засвоєних праці -
- Лосєва Олексія Федоровича
- Аверінцева Сергія Сергійовича
- наукові праці Ленінградського інституту східознавства.
- Старий і Новий Заповіт

## Ідеологічний тиск
До самостійно працюючого художника почали «чіплятися» карні органи. Олександр мав декілька вимушених зустрічей з міліцією та звинуваченнями у тунеядстві. Особливо частими ці зустрічі були на черговій радянській хвилі « боротьби за трудову дісципліну». Родина Ісачова на цей випадок мала напоготові декілька договорів на декоративні роботи з відродженими релігійними парафіями та довідки про своєчасну сплату радянських податків. В проміжки між договорами Олександр працевлаштовувався робочім у парк культури, у Речицьке РСУ маляром, сезонним працівником у колгосп. До пролетаріату — радянська влада чіплялася менше. А це звільняло руки художника для творчості.

## Нерадянська тематика
На твори самостійно працюючого художника побажали подивитися офіційні митці Гомельського відділення Спілки художників Білоруської Радянської Соціалістичної Республіки. Зустріч і огляд картин Ісачова відбулися у 1981 році. Після огяду — винесли дипломатично стриманий вердикт: «Работы эти выставлять нельзя из-за неподходящих тем». Над творами митця згустився морок ідеологічних заборон і фізичого їх знищення.
Загроза знищення картин художника спонукала приятеля вивезти їх за кордон. Картини художника зберігаються в збірках США, Франції, Ізраїлю, Німеччини, Швеції. Частка картин майстра в СРСР була конфіскована і зникла.
Художник створив близько 500 полотен, переважно біблійної чи алегоричної тематики.
Помер у 32 роки за нез'ясованих обставин.

### Перелік деяких картин
- Стінописи в церкві міста Мозир
- Автопортрет в лицарських обладунках
- «Благовіщення»
- «Що є істина?»
- «Зняття з хреста»
- «Ной»
- «Після потопу»
- «Місячний пейзаж»
- «Мойсей»
- «Портрет Георгія Михайлова»
- «Натюрморт з дзеркалом»
- «Вигнання з раю Адама та Єви»
- «Молитва над вином та хлібом»
- « Пророк»
- «Молитва»
- серія картин «Магія»